# Историјски архив Сомбор
Историјски архив у Сомбору је архивска институција културе у Банату. Налази се у згради Крушперове палате, која заједно са Пашином кулом, са којом данас чини једну грађевинску целину, представља непокретно културно добро као споменик културе од великог значаја.

## Историјат
На предлог Државне архиве у Београду, у вези Наредбе Владе ФНРЈ од 12. марта 1948. године, основана су архивска средишта и на подручју Војводине. Архивско средиште архивског подручја Сомбор основано је 1. децембра 1948. године.

## Територијална надлежност
Територијално, Архив обухвата град Сомбор и четири општине, са тридесет седам насељених места.
- Град Сомбор: Алекса Шантић, Бачки Брег, Бачки Моноштор, Бездан, Чонопља, Дорослово, Гаково, Колут, Кљајићево, Растина, Риђица, Стапар, Станишић, Светозар Милетић и Телечка.
- Општина Апатин: Купусина, Пригревица, Сонта и Свилојево.
- Општина Бач: Бачко Ново Село, Бођани, Плавна, Селенча и Вајска.
- Општина Кула: Црвенка, Крушчић, Липар, Руски Крстур и Сивац.
- Општина Оџаци: Бачки Брестовац, Бачки Грачац, Богојево, Дероње, Каравуково, Лалић, Српски Милетић и Ратково.[2]

## Делатност
Историјски архив Сомбор је установа из области културе од општег значаја која обавља:
- заштиту архивске грађе и регистратурског материјала ван Архива ради евидентирања добара која уживају претходну заштиту у смислу Закона о културним добрима,
- стручни надзор над архивирањем, чувањем, стручним одржавањем и одабирањем архивске грађе и регистратурског материјала којис се налази ван Архива и предлагање, односно преузимање законом утврђених мера за отклањање нађених недостатака у погледу заштите, чувања  и одржавања архивске грађе,
- преузимање, чување и одржавање архивске грађе,
- сређивање и обраду архивске грађе, као и израду информативних средстава,
- истраживање архивске грађе,
- коришћење архивске грађе за потребе правних и физичких лица,
- објављивање одабране архивске грађе односно резултата истраживања,
- изложбену делатност као и организовање или учествовање у пригодним облицима културно-образовне делатности,
- предузимање мера техничке заштите архивске грађе и регистратурског материјала,
- управне и опште послове Архива.[2]

## Галерија
- Историјски архив у Сомбору
- Историјски архив у Сомбору
- Историјски архив у Сомбору